# 언덕 집의 제인
《언덕 집의 제인》(Jane of Lantern Hill)은 루시 모드 몽고메리의 소설이다.

## 등장인물
- 제인 스튜어트
- 로빈
- 조세핀 터너